# عملية القدس الغربية المزدوجة
عملية القدس الغربية المزدوجة هي عملية عسكرية تفجيرية مزدوجة وقعت في القدس الغربية بتاريخ 1 كانون أول 2001 نفذتها «كتائب الشهيد عز الدين القسام- الجناح العسكري لحماس» حيث تمكن الاستشهاديان (أسامة محمد عيد بحر) و (نبيل محمود جميل حلبية) من بلدة أبو ديس شرق القدس من تنفيذ عملية استشهادية مزدوجة وتفجير سيارة مففخة، أسفل شارع بني هودا قرب ساحة صهيون، والانفجار الثاني على بعد50 إلى 70 متراً من الأول في الشارع نفسه. وأسفرت العملية عن مقتل 11 شخص وجرح أكثر من 190 ، جراح 20 منهم ما بين الخطرة والخطرة جداً.